# Bob Gray (Bassa)
Chief Bob Gray (auch: King Kadasie) war ein in der ersten Hälfte des 19. Jahrhunderts regierender, einflussreicher König der Bassa an der Pfefferküste in Westafrika.

## Leben
Das überwiegend im Grand Bassa County der Republik Liberia lebende Volk der Bassa gehört neben den Kru zu den Völkern, die als erste und am intensivsten mit den europäischen Entdeckern, Seeleuten, Händlern und späteren Sklavenaufkäufern in engen Kontakt traten. Um die Wende zum 19. Jahrhundert waren die Bassa-Könige als einflussreiche Vermittler und Zwischenhändler im Sklaven-, Gold- und Elfenbeinhandel tätig.
Um das Jahr 1830 begannen die New York City Colonization Society und die Pennsylvania Colonization Societies an der Mündung des Saint John River mit dem dort lebenden Bassa-König Kadasie über den Verkauf von Land zu verhandeln. Der von den Siedlern später vereinfachend Chief Bob Gray genannte König war Gebieter über etwa 6.000 Krieger und den Siedlern zugetan, er gestattete zunächst die Gründung der Kolonien Edina bei dem Bassa-Fischerdorf Dyabian-win und Port Cresson im Jahr 1832. Während Bob Gray von der Zusammenarbeit mit den Siedlern profitierte, rebellierten mehrere Nachbarkönige und griffen zu den Waffen. Der noch im Aufbau befindliche Ort Port Cresson wurde zerstört und die Siedler flohen nach Edina, wo sie von Bob Gray Schutz erhofften. Nachdem weitere Siedler aus den USA eingetroffen waren, gelang es in einem zweiten Versuch die Bassa Cove Colony auf den Ruinen von  Port Cesson zu gründen. Bob Gray war zudem ein Förderer der Ausbildung seiner Bassa. Er ermöglichte die Gründung der ersten Missionsschule in Edina.

## Ehrung
Aus Dank für seine Hilfe beim Aufbau der Stadt Edina und der Kolonie Bassa Cove errichteten die Siedler von Edina für Bob Gray ein Denkmal, das noch immer erhalten ist.